# Discinesia ciliare primaria
La discinesia ciliare primaria o primitiva (DCP) comprende uno spettro di patologie a trasmissione mendeliana, dovute ad alterazioni della struttura e/o della funzione delle ciglia mobili di diversi tessuti. Essa può interessare in primo luogo le ciglia degli epiteliociti della mucosa respiratoria con conseguente difetto del trasporto mucociliare. Ciò causa un'elevata morbilità delle alte e basse vie aeree.
Nel 50% si parla di sindrome di Kartagener (un sottogruppo della discinesia ciliare primaria) caratterizzata dalla triade situs inversus (cuore a destra e fegato a sinistra), sinusite cronica (per ipogenesia o agenesia dei seni paranasali) e bronchiectasie.
Il termine "sindrome delle ciglia immobili" è attualmente in disuso, dal momento che non descrive in alcun modo l'eziopatogenesi della malattia (le ciglia presentano un certo grado di movimento, ma a seconda della mutazione coinvolta possono esserci difetti nel movimento "sincronizzato" di una popolazione di ciglia).

## Genetica
La DCP è una malattia che può essere descritta come:
- a trasmissione mendeliana, autosomico-recessiva;
- congenita (ovvero non acquisita in seguito a fattori ambientali);
- geneticamente eterogenea (possono esserci diverse mutazioni in individui diversi che possono portare alla stessa patologia);
- rara (in Italia, caratterizzata dal codice di esenzione del sistema sanitario nazionale come RN0950)

La ragione di tale eterogeneità è da ricercare nella molteplicità di proteine che compongono un ciglio mobile (circa 250). Circa il 90% degli individui affetti da DCP possiede mutazioni a carico dei bracci interni/esterni di dineina. Le proteine che compongono questi bracci sono situate in loci diversi dell'organismo umano ed ecco perché i sintomi possono variare a seconda dell'individuo. Circa il 38% del 90% possiede mutazioni dei geni DNAI1 e DNAH5 che codificano per proteine del braccio esterno.
Possono essere presenti altre mutazioni; quelle registrate in questo articolo sono:
| Isoforma coinvolta | Gene   | Locus        |
| ------------------ | ------ | ------------ |
| CILD1              | DNAI1  | 9p21-p13     |
| CILD2              | ?      | 19q13.3-qter |
| CILD3              | DNAH5  | 5p           |
| CILD4              | ?      | 15q13        |
| CILD5              | ?      | 16p12        |
| CILD6              | TXNDC3 | 7p14-p13     |
| CILD7              | DNAH11 | 7p21         |
| CILD8              | ?      | 15q24-q25    |
| CILD9              | DNAI2  | 17q25        |
| CILD10             | KTU    | 14q21.3      |
| CILD11             | RSPH4A | 6q22         |
| CILD12             | RSPH9  | 6p21         |
| CILD13             | LRRC50 | 16q24.1      |

## Il caso della sindrome di Kartagener
La sindrome è caratterizzata dalla triade situs inversus (cuore a destra e fegato a sinistra), sinusite cronica, bronchiectasie, e costituisce un sottogruppo della discinesia ciliare primaria.
Gli effetti della sindrome di Kartagener sono riscontrabili anche a livello delle tube uterine, dove l'immobilità delle ciglia rende difficoltosa la progressione dell'ovocita verso l'utero, che è comunque garantita dall'attività peristaltica della muscolatura tubarica. La patologia può influire negativamente anche sulla mobilità degli spermatozoi, agendo direttamente sui microtubuli che compongono il flagello. Questo comporta, pertanto, una riduzione della fertilità sia nel sesso maschile che femminile.